# Minnesota Building
El Minnesota Building es un edificio de oficinas histórico en la ciudad de Saint Paul, la capital del estado de Minesota (Estados Unidos). La estructura fue incluida en el Registro Nacional de Lugares Históricos (NRHP) el 10 de junio de 2009. El edificio fue terminado en 1928 y se destacó por su diseño, que fue un presagio de la transición de la arquitectura clásica al art déco/Moderne entre los edificios comerciales en el centro de Saint Paul; originalmente diseñado en un estilo conservador, el edificio se volvió más moderno a medida que se construía. Tien 13 pisos y mide 44,04 metros.

## Estructura
El Minnesota Building es una torre de oficinas de trece pisos ubicada en la esquina de East 4th Street y Cedar Street en el centro de Saint Paul. Está construido con concreto armado y tiene un revestimiento de piedra caliza de Indiana pulida. Las fachadas primarias de la estructura dan a las calles al norte y al oeste, y tienen bahías de entrada flanqueadas por bahías de ventana de exhibición comercial en el nivel peatonal y ventanas verticales separadas por pilares de piedra caliza entre el segundo y el decimotercer piso.
En el nivel de peatones, la fachada de East Fourth Street es simétrica con la entrada del edificio principal flanqueada por ventanas de visualización y aberturas peatonales altas en las esquinas exteriores. En el lado de Cedar Street, la entrada secundaria del edificio está flanqueada por tres ventanas de visualización a cada lado. En ambas fachadas primarias la base está revestida con mármol rosa y gris pulido. Directamente encima de cada abertura de la bahía hay una banda estrecha de baldosas decorativas de colores. La entrada principal está empotrada y muestra dos juegos de puertas enchapadas en latón flanqueadas por vitrinas de hierro forjado y vidrio. Sobre las puertas y las vitrinas hay un adorno heráldico con una placa de metal en el centro que dice "MINNESOTA BUILDING". Encima de la cresta hay cinco grandes ventanales con travesaños, con la dirección del edificio "46" pintada en oro en la ventana central. La parte superior del hueco de entrada está enmarcada con terracota decorativa de color crema, que continúa a lo largo del techo. Además, la entrada tiene dos grandes faroles de bronce y, sobre la entrada, hay una versión de piedra en bajo relieve del Sello de Minnesota, flanqueado por dos águilas estilizadas que miran hacia adentro. La entrada secundaria es similar a la entrada principal, excepto que la abertura de la bahía no es tan alta y solo tiene un travesaño horizontal corto sobre las puertas de entrada junto con linternas de pared más pequeñas. Las altas aberturas peatonales están coronadas con volutas de terracota. La apertura que da a la esquina de la calle también tiene una entrada a la tienda de la esquina empotrada.
Las dos entradas están más definidas por pilares laterales y dos pilares directamente encima de los cuales están decorados con ejes de piedra elevados que escalonan y terminan con motivos florales a la mitad del tercer piso. Un cinturón de terracota adornado separa el segundo y tercer piso. Las bandas de borde elevadas simples se producen en piedra entre el undécimo y el duodécimo piso. El edificio no tiene cornisa; fue uno de los primeros edificios de la zona en prescindir de ellos. Sobre el piso duodécimo, el piso del ático, hay un friso ciego de piedra cuadriculada, que termina en una corona dentada formada por la elevación de los pilares sobre el parapeto en remates escalonados en zigzag. Las enjutas entre las ventanas de los edificios se moldearon en un patrón geométrico y se colocaron al ras con los pilares, extendiendo el motivo a cuadros hacia abajo a lo largo de toda la fachada. El edificio originalmente tenía ventanas de doble guillotina en los pisos superiores, sin embargo, fueron reemplazadas en 1974 por ventanas revestidas de metal.
Las fachadas secundarias, que dan al este y al sur internamente en el bloque, están definidas por una colocación de ventanas similar, pero con bandas de piso de concreto entre pisos y relleno de ladrillo común entre ventanas; estas fachadas también muestran "MINNESOTA BLDG". pintado en grandes letras de imprenta entre la duodécima y decimotercera hilera de ventanas. Las ventanas de los pisos superiores de la fachada sur se modificaron en el último cuarto del siglo XX para mejorar las vistas del río Misisipi. El edificio tiene una cubierta de composición plana y una escalera de incendios de hierro en la fachada sur. Está conectado al sistema Saint Paul Skyway a través de un edificio adyacente.
El edificio fue construido originalmente con doce pisos, el decimotercer piso se inició tan pronto como el edificio se completó en 1929 y se terminó en 1930. El decimotercer piso está revestido con la misma piedra caliza y repite el patrón de la ventana; el nuevo techo no tenía la misma corona dentada que estaba integrada en la fachada del decimotercer piso.

## Historia
El periodo más próspero de Saint Paul ocurrió a finales del siglo XIX y principios del XX. Gran parte del desarrollo ocurrió en el centro de la ciudad. A principios de la década de 1920, se ralentizó la construcción en el centro. Se construyeron varios edificios importantes en la década anterior, aunque todos los edificios comerciales y públicos se basaron en gran medida en el estilo clásico, como la Biblioteca Pública de St. Paul (1917) y el Hamm Building (1919). Después del edificio Hamm, no se construyó ningún edificio de oficinas de varios pisos en Saint Paul hasta el Minnesota, en sí mismo el primer edificio de gran altura en la ciudad desde la Primera Guerra Mundial.
La idea del Minnesota surgió de un consorcio de desarrolladores interesados en crear una mayor densidad de negocios en el centro. Los desarrolladores principales Lincoln Hold and Development Company compraron el primer sitio del Minnesota Club en 1928 y lo arrasaron hasta los cimientos. Diseñado por el arquitecto de Saint Paul Charles A. Hauser, la construcción comenzó en 1929 por Fleisher-Greg Construction Company. Terminado el 1 de noviembre de 1929, el edificio costó un estimado de 970.000 dólares y fue diseñado principalmente para suites de oficina para negocios de alto nivel. El arquitecto se mudó al piso adicional del ático del edificio tan pronto como se terminó en 1930. La estructura tiene 9.400 m² de espacio interior de piso.
El arquitecto Hausler tiene otros edificios que figuran en el NRHP tanto en el condado de Ramsey en Minnesota como en el de Hague, en Dakota del Norte. Nacido en Saint Paul en 1879, fue aprendiz en Chicago de Louis Sullivan antes de regresar a Minnesota y obtener la licencia en 1908. Fue nombrado como el primer arquitecto de la ciudad de Saint Paul en 1914 y sirvió durante cinco mandatos antes de irse en 1923 para servir ocho mandatos en el Senado de Minnesota. Mientras era arquitecto de la ciudad, redactó el primer código de construcción uniforme de la ciudad en 1921 y diseñó numerosos edificios municipales, incluidas las bibliotecas Carnegie  de estilo Beaux-Arts que luego entraron al NRHP. Regresó a la práctica privada mientras estaba en el Senado de Minnesota, y durante ese tiempo diseñó el Minnesota Building, su obra más importante.
A fines de la década de 1990, la demanda de espacio para oficinas moderno hizo que el edificio cayera en desgracia entre los inquilinos comerciales y comenzara a caer en desuso. Ya en 2003, se propuso convertirlo en un edificio residencial con un espacio comercial limitado a nivel de calle. Fue comprado por Sand Companies en la primavera de 2006, y en enero de 2010, el desarrollador comenzó la construcción para renovar el edificio en 137 unidades de vivienda de alquiler, incluidas algunas unidades asequibles, así como 930 m² de espacio comercial y de oficinas

## Importancia
El Minnesota Building fue el primer edificio art déco en el centro de Saint Paul. Originalmente diseñado en un estilo conservador, el edificio se volvió más moderno a medida que se construía. Su diseño refleja una transición de la arquitectura clásica al diseño art déco / Moderne que ganó gran popularidad en el centro de Saint Paul desde finales de la década de 1920 hasta principios de la de 1940. El edificio fue seguido por un pequeño auge de notables edificios art déco en el centro de Saint Paul, incluido el Ayuntamiento de Saint Paul y el Palacio de Justicia del Condado de Ramsey, el Saint Paul Women's City Club, el Cuartel General del Ejército de Salvación y el First National Bank Building. Los críticos de arquitectura habían descrito el estilo utilizado como "art decó suave" con características que son "muy urbanas".